# 富田林市立明治池中学校
富田林市立明治池中学校（とんだばやししりつ めいじいけ ちゅうがっこう）は、大阪府富田林市にある公立中学校。
従来の富田林市立藤陽中学校の校区を分離し、富田林市で8番目の公立中学校として1990年に開校した。

## 沿革
- 1989年6月28日 - 富田林市議会が、仮称第8中学校建設工事請合契約締結を承認。この日を創立記念日とする。
- 1989年7月15日 - 校名を「富田林市立明治池中学校」と決定。
- 1989年12月27日 - 校区が決定。
- 1990年4月1日 - 富田林市立明治池中学校として開校。
- 1990年4月4日 - 校舎竣工式を実施。
- 1990年4月5日 - 開校式を実施。
- 1991年4月1日 - 養護学級を設置。

## 通学区域
- 富田林市立小金台小学校の通学区域。

富田林市 小金台1丁目～4丁目、津々山台1丁目～5丁目（1丁目の一部を除く）、廿山1丁目・2丁目（2丁目の一部を除く）、美山台（一部）、宮甲田町18番、大字廿山（一部を除く）。

## 交通
- 近鉄長野線 川西駅から徒歩約20分。
- 近鉄長野線 富田林駅から近鉄バス 小金台二丁目南バス停下車。
- 南海高野線 金剛駅から南海バス小金台二丁目南バス停下車。